# Angriff auf Nir Jitzchak

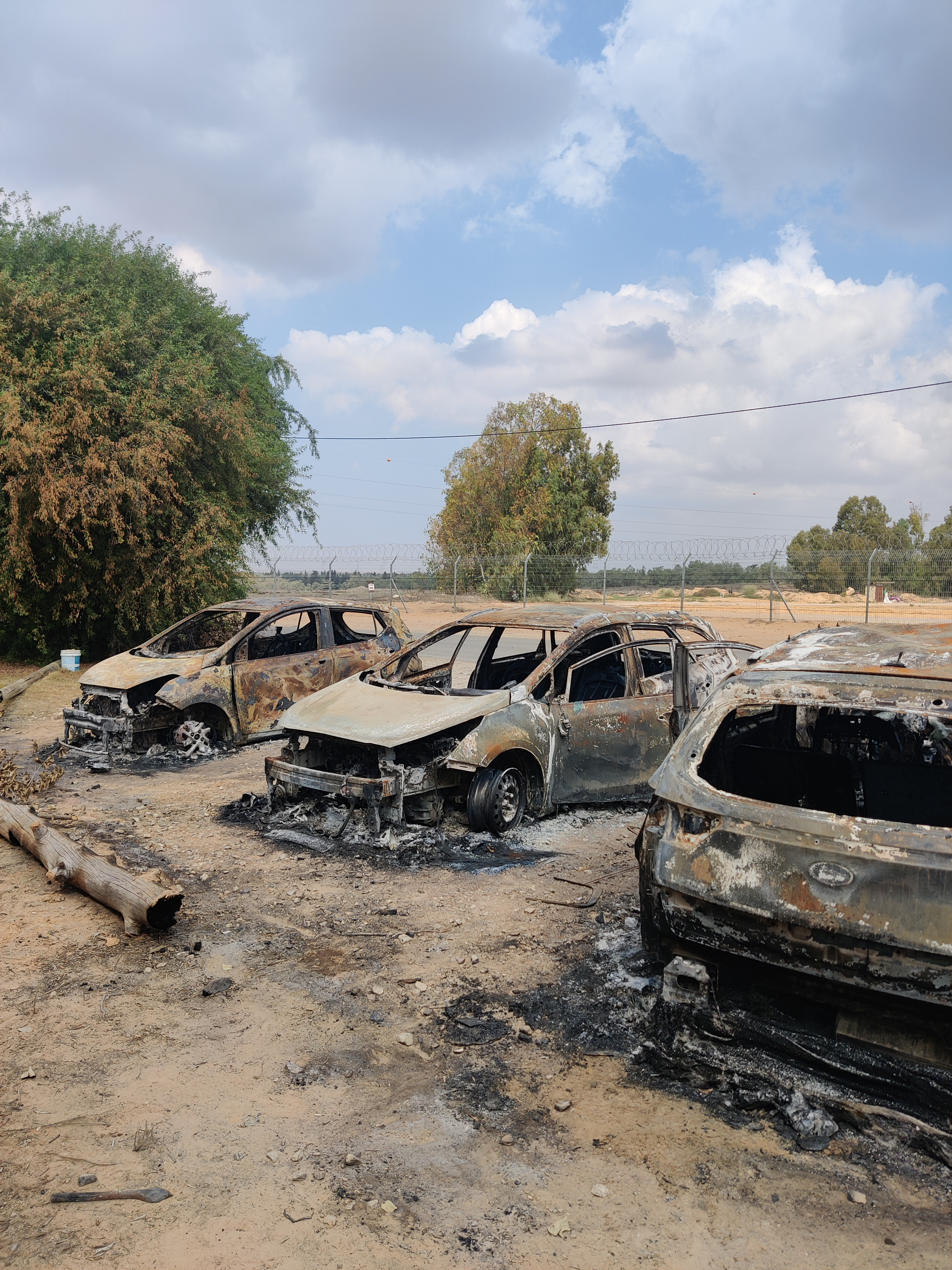
Verbrannte Fahrzeuge in Nir Jitzchak

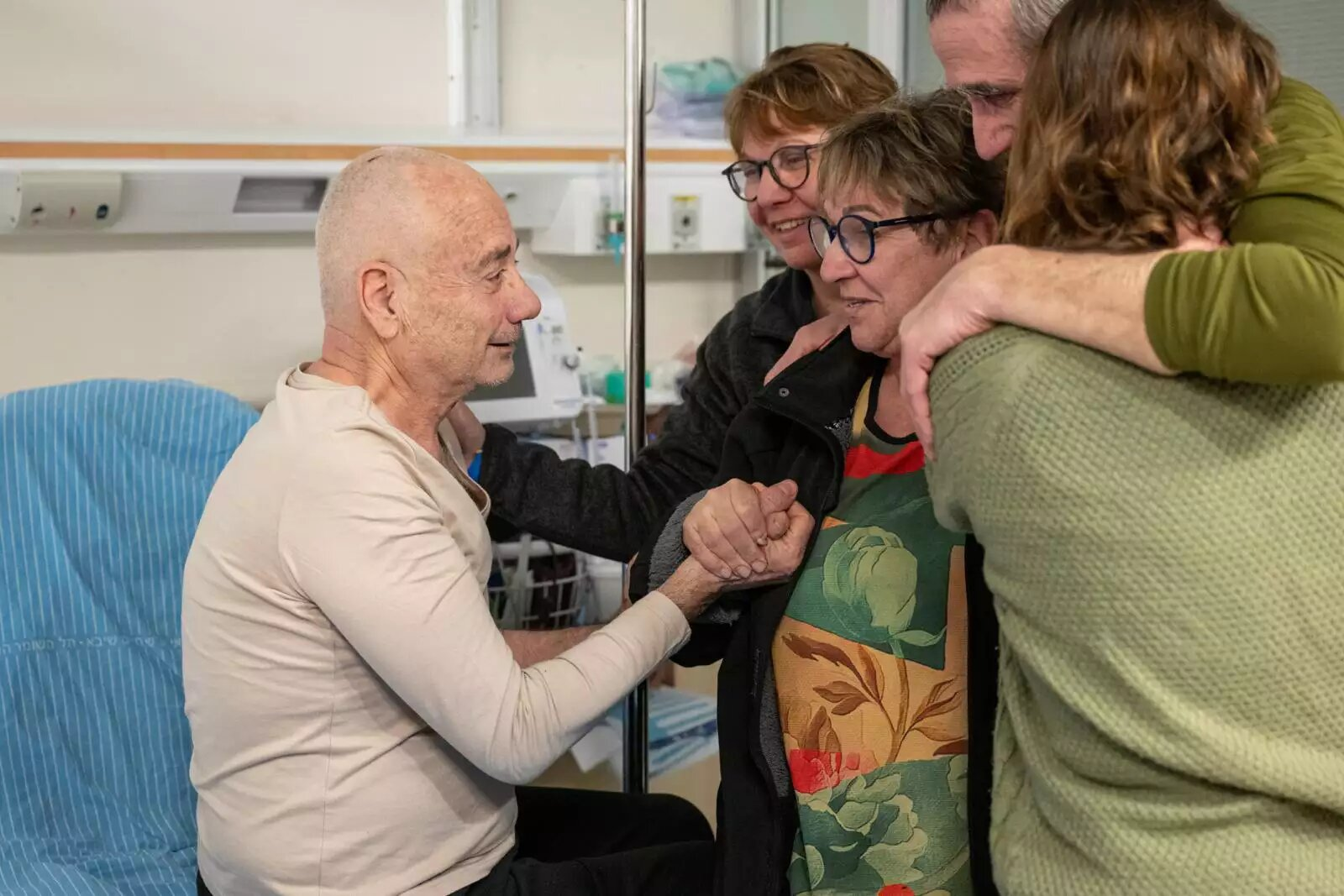
Die beiden im Zuge einer israelischen Militäroperation befreiten Männer bei der Wiedervereinigung mit ihren Angehörigen

Der Angriff auf Nir Jitzchak ereignete sich während des Terrorangriffs der Hamas auf Israel am 7. Oktober 2023 im Kibbuz Nir Jitzchak in Israels Südbezirk. Palästinensische Terroristen der Hamas waren nach Durchbrechen der Sperranlagen um den Gazastreifen in die Ortschaft eingedrungen, töteten mindestens sechs Mitglieder der zivilen Bereitschaftseinheit und verschleppten fünf Menschen als Geiseln in den Gazastreifen.

## Terrorangriff der Hamas
Nir Jitzchak liegt in der Regionalverwaltung Eschkol, rund drei Kilometer östlich der Sperranlagen zum Gazastreifen und hatte zum Zeitpunkt des Angriffs über 500 Einwohner. Am 7. Oktober 2023 gegen 06:30 Uhr Ortszeit begann der Angriff der Hamas mit einem Raketenbeschuss auf Zentral- und Südisrael, was auch in der grenznahen israelischen Siedlung Nir Jitzchak zur Auslösung von Raketenalarm (Tzeva Adom) führte, weshalb sich viele der Bewohner und Bewohnerinnen in die zu diesem Zweck errichteten Schutzräume ihrer Häuser (Merchavim Mugganim) begaben, wo ein Großteil von ihnen bis zur Entwarnung durch die Sicherheitsbehörden gegen 19:30 Uhr ausharrten.
Kurz nach Angriffsbeginn waren Terroristen der Hamas durch das Haupttor nach Nir Jitzchak vorgedrungen, lieferten sich Schusswechsel mit der zivilen Bereitschaftseinheit des Kibbuz und drangen in mehrere Häuser ein, wo es zu Plünderungen und Brandstiftungen kam. Im Zuge der stundenlangen Auseinandersetzungen kamen sechs Mitglieder der Bereitschaftseinheit ums Leben, wobei der Tod dreier Angehöriger erst in den folgenden Monaten bestätigt werden konnte. Fünf Mitglieder einer Familie, darunter zwei Frauen und eine 17-jährige Jugendliche, wurden gefangen genommen und auf einem Pick-up in den Gazastreifen verschleppt. Zwei weitere Geiseln, ein älteres Ehepaar das bei ihrer Gefangennahme verletzt worden war, wurden auf dem Weg in den Gazastreifen von den Entführern freigelassen.

### Todesopfer des Angriffs
- Yaron Shahar (51), Leiter der Bereitschaftseinheit, verheiratet und Vater von drei Kindern.[11]
- Tal Chaimi (41), Mitglied der Bereitschaftseinheit, verheiratet und Vater von drei Kindern.[12]
- Oren Goldin (33), Mitglied der Bereitschaftseinheit, verheiratet und Stiefvater von zwei Kindern.[13]
- Lior Rudaeff (61), Mitglied der Bereitschaftseinheit, verheiratet und Vater von vier Kindern.[14]
- Ofek Arazi (28), Mitglied der Bereitschaftseinheit, hinterlässt seine Eltern und zwei Geschwister.[15]
- Boaz Abraham (61), Mitglied der Bereitschaftseinheit, verheiratet und Vater von drei Kindern.[16]

## Nach dem Angriff
Die rund 500 überlebenden Bewohner von Nir Jitzchak wurden in eine Hotelanlage in Eilat evakuiert.
Am 10. November 2023 wurde der Tod eines 33-jährigen Bewohners und Mitglieds der Bereitschaftseinheit von Nir Jitzchak bekanntgegeben, der seit dem Angriff als vermisst gegolten hatte. Am 13. Dezember 2023 wurde auch der Tod eines 41-jährigen Mitglieds der Bereitschaftseinheit des Kibbuz bestätigt, der laut Mitteilung bereits am 7. Oktober getötet und dessen Leiche anschließend in den Gazastreifen verbracht worden war.
Am 28. November 2023 kam es im Rahmen eines durch Katar und den Vereinigten Staaten zwischen der Hamas und Israel ausgehandelten vorübergehenden Waffenstillstandsabkommens zur Freilassung der drei aus Nir Jitzchak entführten Frauen im Alter von 17, 59 und 62 Jahren.
Am Morgen des 12. Februar 2024 gaben israelische Behörden bekannt, dass zwei aus Nir Jitzchak entführte Männer im Alter von 61 und 70 Jahren, 128 Tage nach ihrer Gefangennahme, im Zuge einer nächtlichen Militäroperation („Operation Goldene Hand“) aus einem Gebäude in Rafah befreit und nach Israel zurückgebracht werden konnten. Laut dem IDF-Sprecher Daniel Hagari wurde die Aktion von der Antiterroreinheit JAMAM und den IDF im Zusammenwirken mit Panzerfahrzeugen sowie intensiven Angriffen der Luftwaffe durchgeführt und habe rund eine Stunde gedauert. Das von der Hamas geführte Gesundheitsministerium des Gazastreifens meldete am frühen Vormittag, dass bei der israelischen Operation 52 Palästinenser getötet worden seien und korrigierte die Zahl der Getöteten im Laufe des Vormittags auf rund 100.
Am 6. März 2024 teilten die IDF in einem morgendlichen Update mit, zwei Terroristen, die am Angriff auf Nir Jitzchak beteiligt waren, bei einem Luftangriff getötet zu haben.
Am 7. Mai 2024 gab der Kibbuz den Tod eines weiteren Bewohners bekannt; Der 61-jährige Krankenwagenfahrer, ehrenamtliche Sanitäter sowie Mitglied der Bereitschaftseinheit der Siedlung war laut Mitteilung am 7. Oktober getötet und seine Leiche von Hamas-Terroristen in den Gazastreifen entführt worden.